# Парадокс Алголя
В наблюдательной астрономии парадоксом Алголя называют ситуацию со звёздной парой двойной звезды Алголь. Компоненты звезды являются разделёнными, то есть ни одна из них не заполняет полностью полость Роша, причём меньшая компонента Алголь В уже покинула главную последовательность, а более массивная Алголь А — ещё нет.
Это находится в противоречии с теорией эволюции звёзд, согласно которой более массивная компонента быстрее израсходует водород и покидает главную последовательность. В течение десятилетий астрономы не могли разрешить парадокс Алголя и подобных ему двойных звёзд (Сириус А и Сириус В), что ставило под вопрос эту теорию.
Однако противоречие снялось после проведения группой учёных компьютерных расчётов, учитывающих возможный обмен массой между компонентами. Оказалось, что парадокс кажущийся: после того, как более массивная звезда пройдёт большую часть эволюции, она передаёт массу второй компоненте. Причём во многих случаях передаётся большая часть массы, и более массивная компонента становится менее массивной, то есть то, что наблюдается в системе Алголя. Передача массы занимает небольшой по астрономическим понятиям срок. Звёзды в таком состоянии (передачи) являются одним из типов звёзд Вольфа — Райе.